# Wilhelm Webels

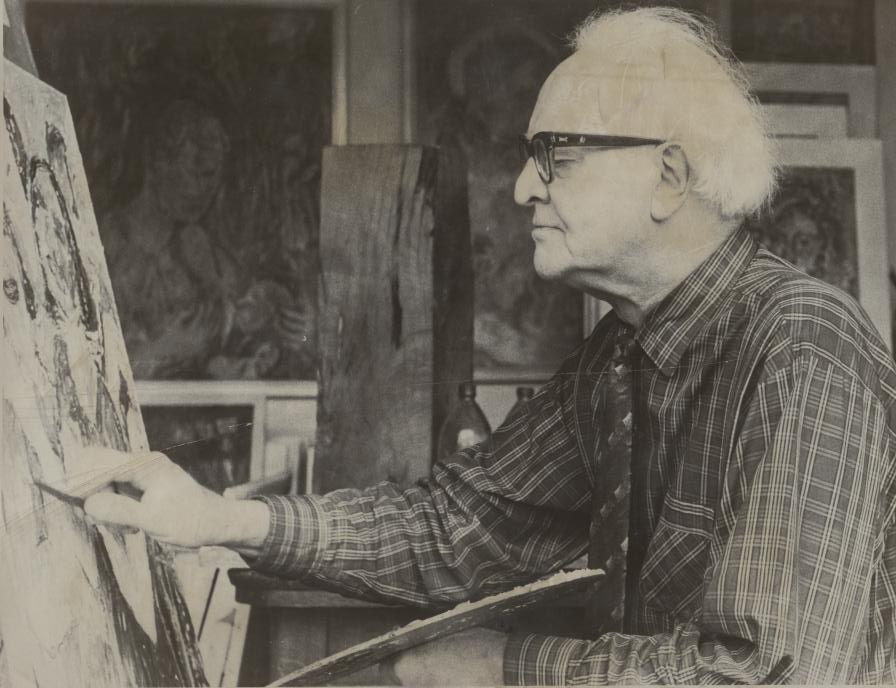
Wilhelm Webels 1967

Wilhelm Webels (* 19. Dezember 1896 in Essen; † 26. August 1972 in Willingen (Upland)) war ein deutscher Arzt, Maler und Bildhauer.

## Leben
Wilhelm Webels war das älteste von vier Kindern. Der Vater Theodor Webels war Buchdrucker und gründete 1906 in Essen eine eigene Druckerei. So lernte er schon früh alle Arbeitsgänge in einer Druckerei kennen. 1908 bis zum Abitur 1916 besuchte er das dortige Goethe-Gymnasium. Direkt nach dem Abitur begann die Militärzeit bis zum Ende des Krieges. Von 1918 bis 1922 studierte er Medizin in Münster, Würzburg, Göttingen und Berlin. Ab 1918 war er Mitglied der katholischen Studentenverbindung V.K.D.St. Saxonia zu Münster im CV. Er beendete das Studium mit den Promotionen zum Dr. med. und Dr. phil. und wurde Assistenzarzt am Elisabeth-Krankenhaus und an den Städtischen Krankenanstalten in Essen.
In dieser Zeit heiratete er Maria Schaefers und besuchte im Abendstudium die Folkwang-Schule in Essen bei den Professoren Joseph Enseling (Modellieren) und Josef Urbach (Malerei). Wegen seiner Beteiligung am Widerstand gegen die Rheinlandbesetzung war er gezwungen, 1923 mit seiner Frau nach Philadelphia in die USA zu gehen. Bevor er dort als Assistenzarzt tätig sein durfte, musste er als Krankenpfleger arbeiten. Da der Lohn zu gering war, arbeitete er nebenbei auch als Modelleur und Stuckateur. An arbeitsfreien Samstagen besuchte er medizinische Vorlesungen an der dortigen Pennsylvania Universität. Nach einem Jahr machte er sich mit einem Mitarbeiter, dem Kinderarzt Dr. A. Staub aus Essen, als Reklamemaler und Schaufensterdekorateur selbständig. Als sich die Verhältnisse im Ruhrgebiet normalisierten, kehrte er wieder nach Deutschland zurück und fing 1925 als Assistenzarzt am Elisabeth-Krankenhaus in Essen an. Neben seinem Beruf nahm er Cello-Unterricht bei Max Queck vom Städtischen Orchester Essen, wobei er schon Klavier und Orgel spielte.
1930 wurde er Chefarzt der gynäkologischen Abteilung des Elisabeth-Krankenhauses in Recklinghausen, bis er 1944 aus politischen Gründen strafweise als Sanitätsunteroffizier eingezogen wurde. In englischer Gefangenschaft von April bis September 1945 wurde er mit anderen Ärzten zum Konzentrationslager Bergen-Belsen geschickt, um dort den 20.000 ehemaligen Häftlingen ärztliche Hilfe zu leisten. Die dortigen Erlebnisse hat er in seinem Hörspiel "Anabasis" verarbeitet. Nach Hause zurückgekehrt, nahm er wieder seine bis 1965 andauernde Tätigkeit als Chefarzt im Elisabeth-Krankenhaus in Recklinghausen auf. In den Urlauben 1950 und 1951 schrieb er das Theaterstück "Ein Spiel vom Doktor Faust", das in Recklinghausen, Marl, Uelzen und Oberursel aufgeführt wurde. 1955 fing er, nach langer Unterbrechung, wieder an zu malen, mit einer Leidenschaft, die ihn bis zu seinem Tode nicht losließ. Vorsitzender der "Gesellschaft der Musikfreunde", Mitglied des " Vestischen Künstlerbundes" in Recklinghausen und die Freundschaften mit den Expressionisten Otto Pankok, Franz Radziwill und Ludwig Meidner waren Ausdruck seiner künstlerischen Neigungen.
Nach seiner Pensionierung 1965 zog er in sein Haus nach Willingen, um sich dort ganz der Kunst zu widmen. Im Jahr 1966 begann er, neben der Malerei, Skulpturen aus Eichenholz zu schlagen und ein Jahr später Holzschnitte zu erstellen; dann folgten im Jahr 1970 Aquarelle und Acrylzeichnungen. Wilhelm Webels starb 75-jährig am 26. August 1972.
In Recklinghausen wurde 1972 eine Straße nach ihm benannt.

## Werke
Die Werke von Wilhelm Webels wurden in zahlreichen Ausstellungen in Deutschland, Italien, Kanada und Holland gezeigt. Gemälde, Skulpturen und Holzschnitte von Wilhelm Webels sind heute im Besitz von Sammlern, öffentlichen Einrichtungen und im Familienbesitz.

### Malerei

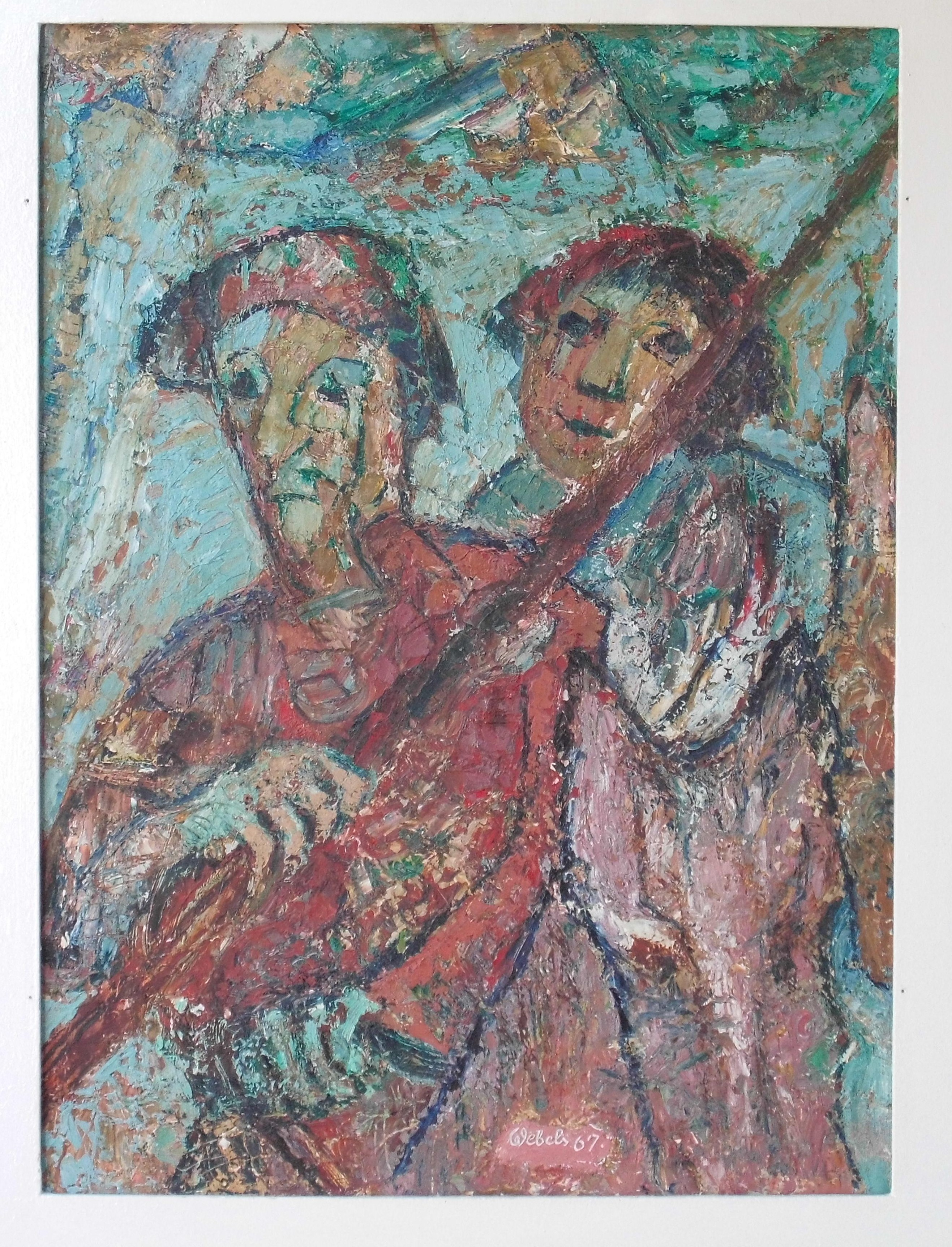
Don Quichote u. Sancho Pansa IV 1967

Wilhelm Webels, aufgewachsen in der Buchdruckerei seines Vaters, hat bereits in der Schulzeit gemalt. Sein Studium an der Folkwang-Schule in Essen wird durch den dem „Rheinischen Expressionismus“ nahestehenden Professor Josef Urbach geprägt. 1955 hat Webels erneut mit dem Malen begonnen und hat diese Leidenschaft bis zu seinem Tode beibehalten. Nach ersten Versuchen in der gegenständlichen Malerei verschrieb er sich dem expressiven Realismus. Er schuf in diesem Zeitraum etwa 900 Gemälde mit Öl-, später mit Acrylfarben. Die Zahl der von ihm gemalten Aquarelle dürfte bei etwa 180 bis 200 liegen, dazu verwendete er mit Wasser verdünnte Acrylfarben.
Im Vordergrund aller seiner künstlerischen Werke steht der Mensch.

### Skulpturen
Nachdem sich Wilhelm Webels 11 Jahre intensiv mit der Malerei beschäftigt hatte, begann er, parallel dazu Skulpturen mit Hammer und Beitel aus Eichenholz zu schlagen. Dazu verwendete er alte Eichenbalken aus einem abgerissenen 300 Jahre alten Fachwerkhaus. Das Modellieren lernte er bereits an der Folkwang-Schule in Essen bei Professor Joseph Enseling. In den Jahren 1965 bis 1972 hat er etwa 70 Skulpturen geschaffen, zwischen 1966 und 1969 14 Holzschnitte aus Eichenholzplatten gefertigt und dabei die grobe Holzstruktur als künstlerisches Mittel eingesetzt.
In den Skulpturen und Holzschnitten ist eine Verwandtschaft zu den Acrylbildern unverkennbar.
Werke von Wilhelm Webels befinden sich u. a. im Besitz von:
- Deutsches Museum für Geschichte, Bonn (Eichenholzbüste von Konrad Adenauer)
- Ruhrlandmuseum Essen
- Kunsthalle Recklinghausen
- Faust-Museum Knittlingen
- Franz-Hitze-Akademie Münster (Westf.)
- Stadt Recklinghausen
- Stadt Kassel
- Stadt Naumburg (Hessen)
- Stadt Herten
- Gemeinde Willingen (Upland), Sauerland
- Kath. Militärbischofsamt Berlin
- Elisabeth-Krankenhaus Recklinghausen.

### Texte
- Ein Spiel vom Doktor Faust, Schauspiel, 1951, W. Th. Webels Verlag Essen
- Anabasis, Hörspiel, ausgezeichnet von Radio Bremen mit dem "Feature-Preis" 1964, Hrsg. Herbert Webels, Münster 1999
- Spruchdichtungen, eine Sammlung von Gedichten, Hrsg. Herbert Webels, Münster 1999
- Wilhelm Webels, Biographie, Hrsg. Herbert Webels, Münster 1999